# James Earp
James "Jim" Cooksey Earp, född 28 juni 1841 i Hartford, Kentucky, död 25 januari 1926 i San Bernardino, Kalifornien, son till Nicholas Earp och Virginia Ann Cooksey, gift med Nellie "Bessie" Bartlett 18 april 1873 i Illinois,  styvfar till Hattie B. Catchin och Frank Catchin, deltog i amerikanska inbördeskriget för nordsidan 25 maj 1861-22 mars 1863 där han invalidiserades 21 oktober 1861 i Fredericktown, arbetade på hotell och salooner i många stater. I Dodge City arbetade han bland annat som vice sheriff under Charles Basset. 1879 flyttade han till Tombstone i Arizona med sina bröder Virgil, Wyatt och Morgan. Han deltog inte i revolverstriden vid O.K. Corral.